# Nail Szajchutdinow
Nail Szamsutdinowicz Szajchutdinow (ros. Наиль Шамсутдинович Шайхутдинов; ur. 1 marca 1941 we wsi Łaszmanka w rejonie czeriemszańskim Tatarskiej SRR; zm. 25 stycznia 2016) – radziecki aktor teatralny, kinowy i telewizyjny; Ludowy Artysta Tatarskiej ASRR, Zasłużony Artysta Federacji Rosyjskiej (2000), Ludowy Artysta Federacji Rosyjskiej (2012).
W 1965 ukończył Kazańską Szkołę Teatralną i został aktorem Tatarskiego Państwowego Teatru Dramatu i Komedii im. Karima Tinczurina. Odegrał na scenach ponad 200 ról, występował w filmie i w spektaklach telewizyjnych.